# Podarge oreillard
Batrachostomus auritus
Espèce
Synonymes
- Podargus auritus J.E. Gray, 1829
(protonyme)

Statut de conservation UICN

 NT  : Quasi menacé
Le Podarge oreillard (Batrachostomus auritus) est une espèce d'oiseaux de la famille des Podargidae.

## Répartition
Cette espèce vit au Brunei, en Indonésie, en Malaisie et en Thaïlande.